# Лінійні структури

Лінійні (розломи) і кільцеві структури на південному сході України

Ліні́йні структу́ри (рос. линейные структуры, англ. linear structures, нім. Lineartexturen f pl, Linearstrukturen f pl) — узагальнююче поняття для всієї сукупності тектонічних ліній розривного характеру в земній корі, що виділяються при дешифруванні матеріалів космічних та аеровисотних зйомок. До цієї групи належать також лінеаменти. Л.с. прийнято поділяти за глибиною проникнення в літосферу на глибинні (що досягають мантії), глибокого закладення (що зачіпають консолідовану кору — фундамент), неглибокого закладення (що не проникають у фундамент). Крім того, Л.с. розрізняють на граничні (розділяють великі блоки-брили земної кори), січні, що створюють сітку ортогональної і діагональної форми по відношенню до осі обертання Землі, внутрішньоблокові (брилові). За довжиною Л.с. поділяють на трансконтинентальні (трансокеанічні), трансрегіональні, регіональні і локальні. Виділяють також транзитні Л.с., які переходять з океанських акваторій на континенти.
З вивченням Л.с. пов'язано виявлення рудних зон і вузлів і родовищ корисних копалин. Важливе металогенічне значення мають Л.с. виражені зонами зближених субпаралельних розривів і ділянками перетинів по-різному орієнтованих Л.с., особливо у поєднанні з кільцевими структурами. У нафтогазоносних областях лінійні структури відіграють важливу роль у розподілі локальних антикліналей, а дрібні лінійні структури в їх межах формують тріщинні зони з підвищеними колекторськими властивостями або, навпаки, обумовлюють порушення цілісності флюїдоупорів. Часто лінійні структури сприятливі для пошуку підземних вод, так як з ними пов'язані зони підвищеної тріщинності і проникності. Наявність лінійні структури обумовлює особливі інж.-геол. умови, в тому числі сейсмічність, що важливо враховувати при будівництві споруд, а також при проведенні сейсмічного районування.